# Tramway de Verviers
Le tramway de Verviers a fonctionné dans cette ville de la province de Liège en Belgique entre 1880 et le 31 décembre 1969.

## Histoire

### Création (1884)

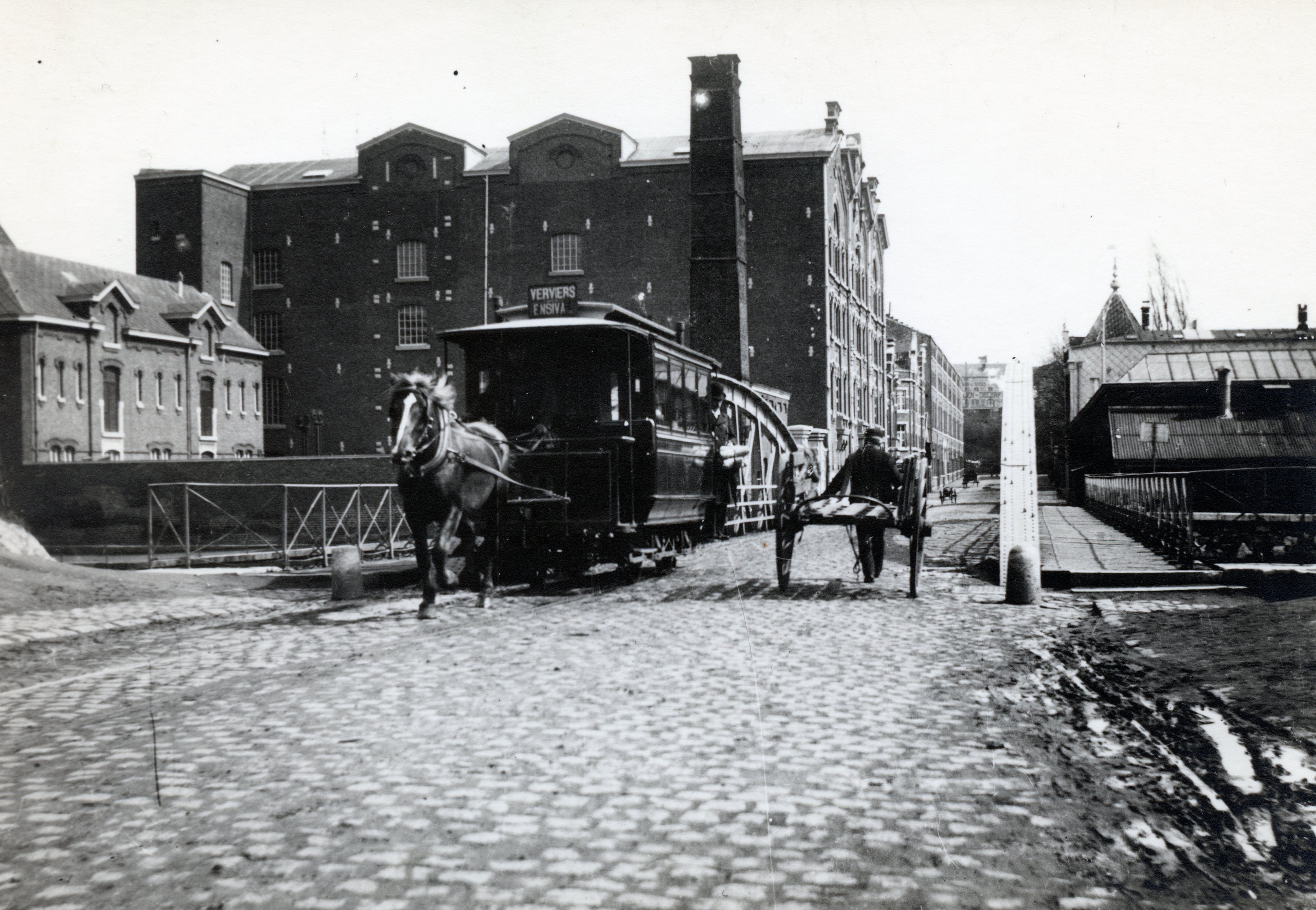
Date inconnue, tramway hippomobile sur la ligne Verviers - Ensival traversant le pont des demi-lunes vers Ensival.

Verviers voit le chemin de fer arriver en 17 juillet 1843 inauguré en présence du roi Léopold Ier, cependant ce n'est qu'en 1880 qu'apparaissent des projets pour desservir la ville de Verviers en transports en commun. En 1883, le projet de création de deux lignes de chemin de fer américain à traction hippomobile porté par David Mathonet-Brouet est approuvé par la municipalité et validé par arrêté royal le 11 septembre 1883. Le 24 de la même année, la société anonyme des Tramways verviétois (TV) est fondée pour exploiter le réseau et après travaux, les deux lignes sont mises en service le 1er juillet 1884.
Lignes du réseau en 1884 :

Plan en 1884

- VD Verviers Pont de Renoupré - Ensival Pont du purgatoire ;
- VE Verviers Harmonie - Dison Place du marché.

Les indices en italique sont à titre indicatif.

### Électrification et extension du réseau (1900-1912)

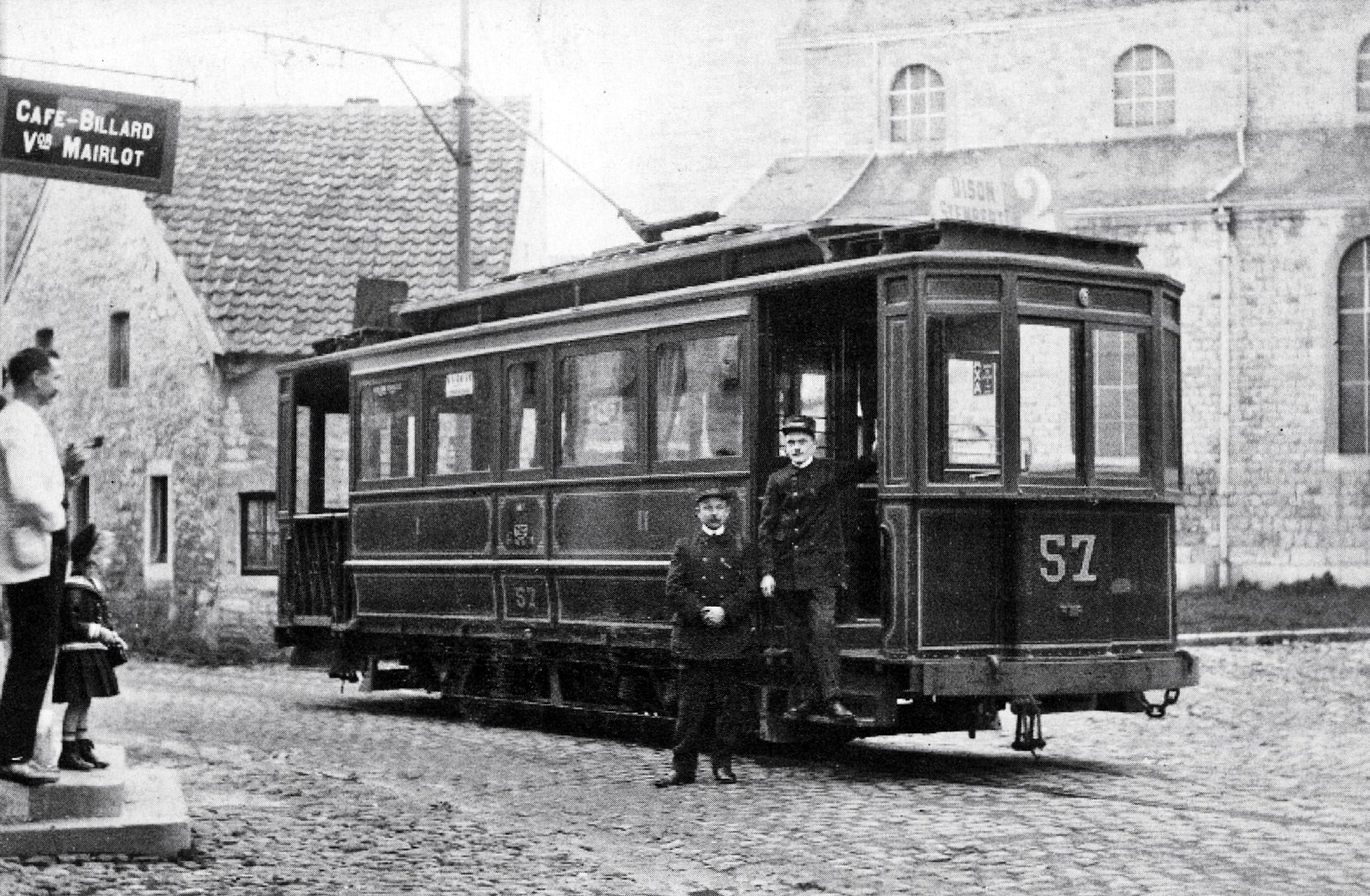
1912, motrice n°57 (série 57-59) sur la ligne 2 au terminus de l'église de Stembert.

En 1898/1899, la compagnie prend la décision d'électrifier les lignes qui sont mises en service en traction électrique le 13 mars 1900 en même temps qu'une nouvelle ligne entre Verviers et Heusy :
- VE Verviers Pont de Renoupré  -Ensival Pont du purgatoire ;
- VH Verviers Saint-Remacle - Heusy Église ;
- VPR Verviers Ouest - Petit-Rechain Maison communale.

Les indices en italique sont à titre indicatif.
Plusieurs extensions sont par la suite mises en service jusqu'à la Première Guerre mondiale : de Dison vers Petit-Rechain en 1903, vers Stembert, vers Verviers Rue Ma Campagne et entre la place Verte et la place Vieuxtemps en 1907, entre la place Verte et la gare de Verviers-Est en 1911 (doublant les voies de la ligne Renoupré - Ensival) et entre Ensival et Pepinster en 1912.
Lignes du réseau au 1er décembre 1912 :

Plan au 01 12 1912.

- 1 Verviers Pont de Renoupré - Pepinster Maison communale ;
- 2 Dison Place du marché - Stembert Église ;
- 3 Verviers Ma Campagne - Petit-Rechain Maison communale ;
- 4 Verviers Ouest - Heusy Église ;
- 5 Verviers Congrès - Verviers Est.

### L'entre-deux-guerres (1918-1939)
Après la fin de la guerre, les TV rétablissement progressivement leur réseau et à partir de la fin des années 1920, la compagnie met en service de nouvelles extensions de Verviers Rue Ma Campagne vers Mangombroux en 1928 ainsi que vers Andrimont et le quartier des Déportés en 1933. Les TV obtiennent également la prolongation de leur concession qui est repoussée de 1934 au 31 décembre 1960. Le réseau atteint son apogée en 1933 à la suite de la mise en service des deux extensions vers Andrimont et le quartier des Déportés.
| Infrastructure |                                                               |
|                | Dépôt, installation technique ou voyageurs (stations, gares). |
|                | Emprise en site indépendant.                                  |
|                | Emprise en tunnel.                                            |
|                | Pont en site indépendant.                                     |
|                | Voie de service ou de fret.                                   |
| Lignes         |                                                               |
|                | Ligne des TV.                                                 |
| 15(18)         | Ligne (service partiel, prolongé ou variante).                |

Lignes du réseau au 1er décembre 1933 :
- 1 Verviers Pont de Renoupré - Pepinster Maison communale ;
- 2 Petit-Rechain Maison communale - Stembert Église ;
- 3 Verviers Vieuxtemps - Heusy Église ;
- 5 Mangombroux Église - Ottomont Jean Jaurès ;
- 6 Verviers Déportés - Heusy Église.

### Suppression (1958-1969)
En avril 1956, les TV mettent en service deux lignes d'autobus pour desservir les quartiers non-desservis par les lignes du tramway au moyen de bus Brossel A94 DAR carrossés par Jonckheere :
- 7 Verviers Rue des Hougnes - Verviers Ile Adam ;
- 8 Andrimont - Lambermont.

La suppression des lignes est décidée en 1958 et va s'étaler jusqu'en 1969. En 1958, la ligne 5 Andrimont - Mangombroux est la première ligne supprimée et remplacée par des autobus. Le 4 décembre 1962, la section Ensival - Pepinster de la ligne 1 est supprimée, le tramway donne correspondance avec l'autobus vers Pepinster. Le 14 janvier 1963, les lignes 2 et 4 sont supprimées (seule la ligne 2 est remplacée par une ligne d'autobus, la ligne 4 faisant doublon de celle-ci est supprimée), les services effectués en tramway sont progressivement réduits par la suite (durant les week-ends et vacances). En mai 1968, la section Verviers Rue Houget (au coin avec la rue du Peignage) - Ensival est supprimée puis le 31 décembre 1969, les lignes 3 et 6 ainsi que la section restante de la ligne 1 (Renoupré Pont de Renoupré - Verviers Rue Houget) sont finalement supprimées et remplacées par des autobus.
Ces lignes d'autobus ont continué d'être exploitées par la STIV et sont toujours exploitées par le TEC Liège Verviers.

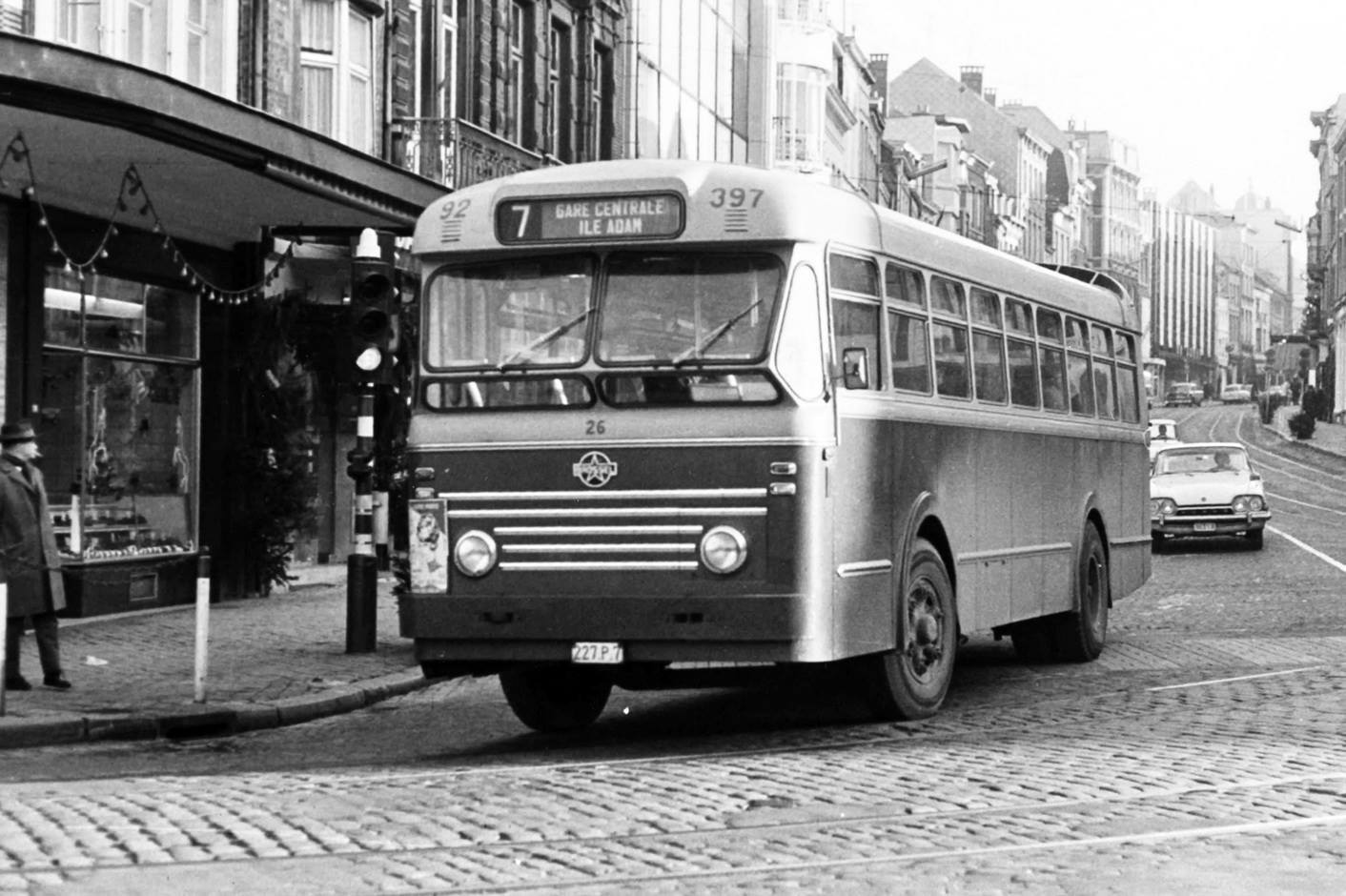
1962, autobus Brossel A94 DAR sur la ligne 7 vers l'Ile Adam débouchant de Crapaurue sur la place Verte à Verviers.
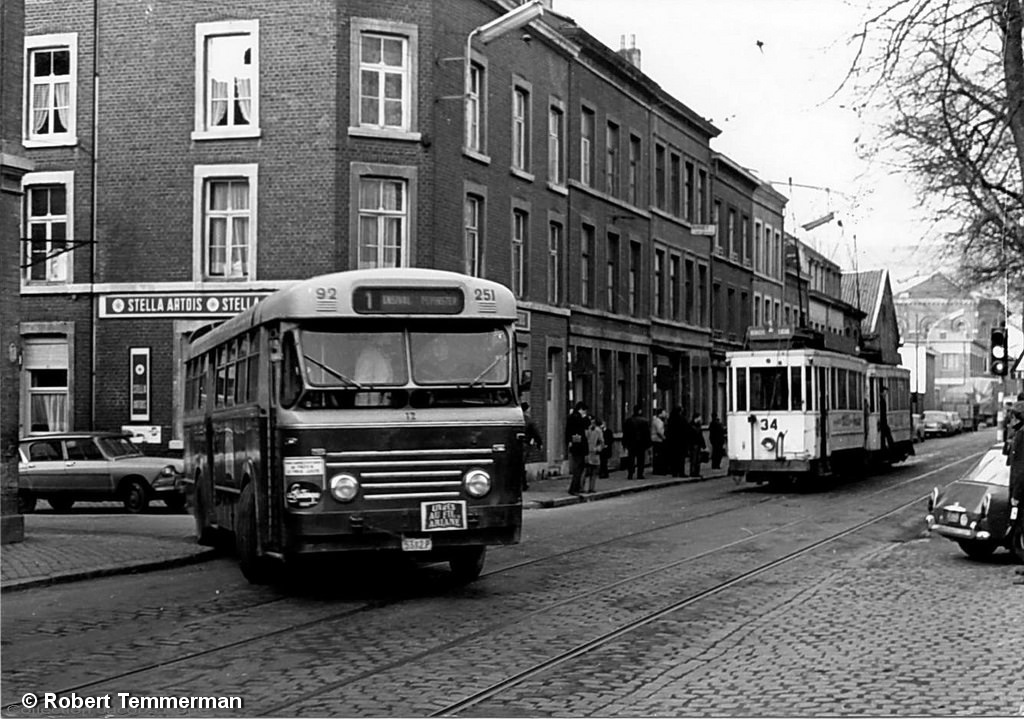
Tramways de la ligne 1 donnant correspondance rue Houget à l'autobus vers Pepinster à la suite de la suppression de la section en mai 1968.

## Lignes

### 1 Verviers - Pepinster
1er juillet 1884 : mise en service entre Verviers Pont de Renoupré et Ensival Pont du purgatoire ; traction hippomobile.
avril 1900 : électrification ; déviation entre la place Verte et la place Sommeleville par les rues Sècheval, Thier Mère Dieu et Crapaurue (nouvelle section) l'ancien tracé est repris par la ligne Verviers - Heusy.
Vers 1907/1908 : attribution de l'indice 1.
1er décembre 1912 : Prolongement vers Pepinster Maison communale (15 août vers le Pont Lefin, 1er septembre vers la rue Golettes).
4 décembre 1962 : suppression de la section Ensival - Pepinster, correspondance avec le bus 1 vers Pepinster.
mai 1968 : suppression de la section Verviers Rue Houget - Ensival, correspondance avec le bus 1 vers Pepinster.
31 décembre 1969 : suppression, remplacement par ligne d'autobus 1.

### 2 Petit-Rechain - Stembert

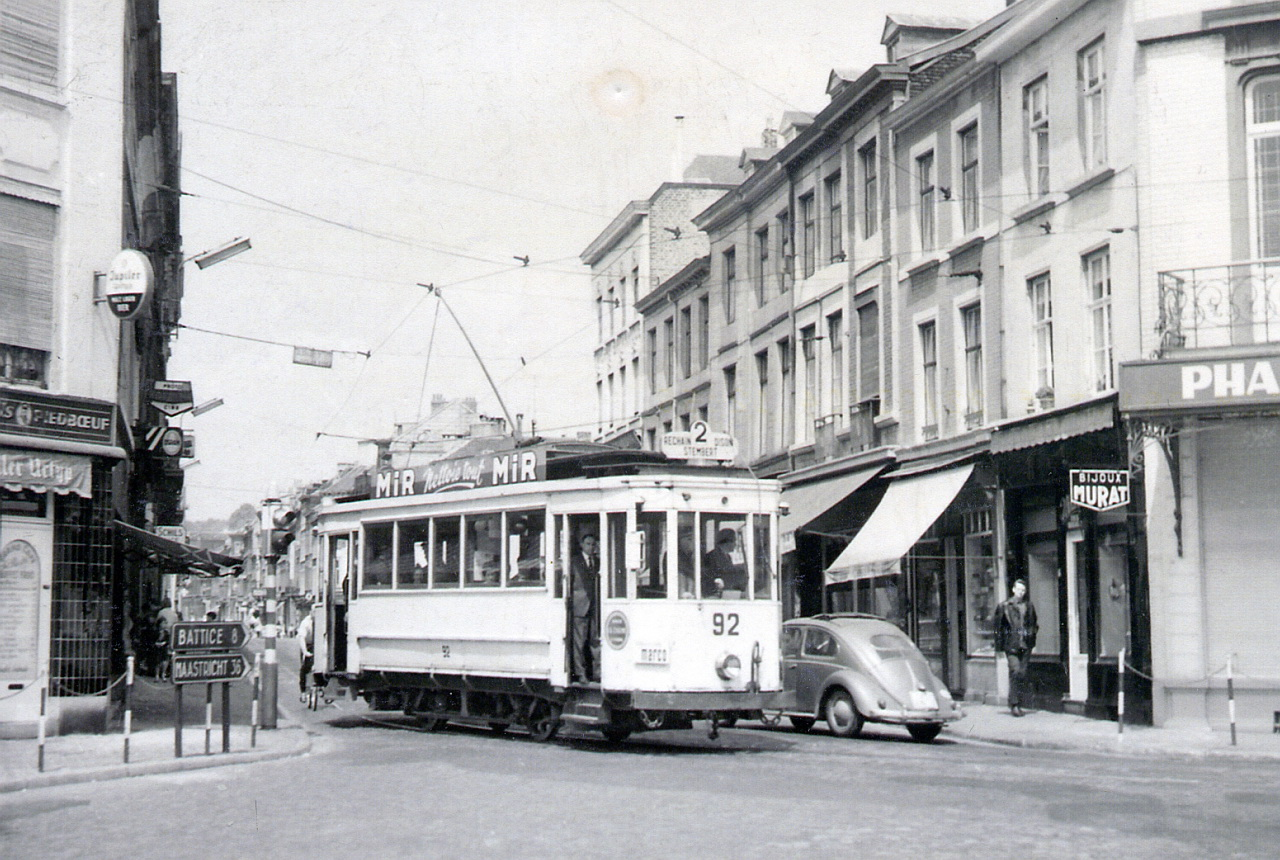
Date inconnue, tramway sur la ligne 2 vers Stembert place de l'Harmonie à Verviers.

1er juillet 1884 : mise en service entre Verviers Harmonie et Dison Place du marché ; traction hippomobile ; pas d'indice de ligne.
avril 1900 : électrification ; prolongement de la place de l'Harmonie vers la gare de l'ouest (nouvelle section).
29 novembre 1903 : prolongement de la place du marché à Dison à Petit-Rechain Maison communale (croisement des rues Nicolas Arnold et Laurent-Benoît Dewez).
15 août 1907 : abandon de la section Verviers Place de l'Harmonie - Verviers Ouest ; prolongement de la place de l'Harmonie vers l'église de Stembert (nouvelle section) ; abandon de la section Dison - Petit-Rechain cédée à la nouvelle ligne Verviers - Petit-Rechain.
1908 : attribution de l'indice 2.
1914-1918 : suppression de la ligne 3 Verviers Ma Campagne - Petit-Rechain Maison communale et reprise de la section Dison - Petit-Rechain de cette ligne.
1922 : modification des voies sur Dison, suppression des voies par les rues Neuve et Neufmoulin reportées par la rue Pisseroule.
14 octobre 1933 : service partiel sous l'indice 4 entre la place du marché à Dison et Stembert Tombeux.

### 3 Verviers - Heusy
1905 : mise en service entre la gare de l'ouest et Heusy Église, section Verviers Ouest - Verviers Harmonie commune avec la ligne Verviers - Petit-Rechain ; section Verviers Harmonie - Verviers Place Verte commune avec la ligne Verviers - Ensival puis section commune avec la ligne Verviers - Heusy.
1908 : attribution de l'indice 4.
février 1921 : abandon de la section Verviers Harmonie - Verviers Ouest (et désaffectation) ; terminus déplacé à Verviers Central (nouvelle gare) par les voies de la ligne 5 avec terminus rue d'Ensival (courte nouvelle section rue du Théâtre - rue d'Ensival).
Fin 1921 : terminus de Verviers Central déplacé de la rue d'Ensival à la place de la Victoire et prolongement vers la place de l'Yser par les voies de l'ancienne ligne 5.
Entre fin 1921 et le 27 juin 1928 : Prolongement de la place de l'Yser vers la place VieuxTemps ; attribution de l'indice 3.

### 5 Verviers - Heusy

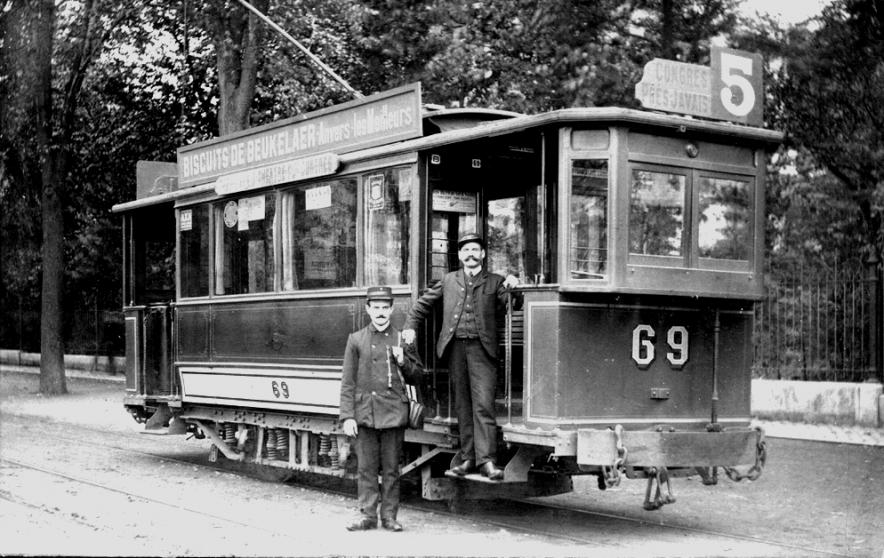
Date inconnue, motrice sur la ligne 5 au terminus de la place du Congrès à Verviers.

1er avril 1900 : mise en service entre Verviers Place Saint-Remacle - Heusy Église; section Verviers Place Saint-Remacle - Verviers Place Verte reprise à la ligne Verviers - Ensival ; section nouvelle entre Verviers Place Verte et Heusy ; traction électrique.
15 août 1907 : déviation entre la place Verte et Heusy par une nouvelle section Verviers Place Verte - Verviers Place du Congrès par la rue Xhavée.
1908 : attribution de l'indice 5.
6 août 1911 : prolongement de la place Saint-Rémacle à Verviers à la gare de l'est.
1er avril 1921 : suppression.

### 5 Andrimont - Mangombroux
15 août 1907 : Mise en service entre Verviers Ma Campagne et Petit-Rechain Maison communale ; nouvelle section Verviers Harmonie - Verviers Ma Campagne ; section Dison - Petit-Rechain repris à la ligne Dison - Stembert.
1908 : attribution de l'indice 3.
1914-1918 : démontage de la section Verviers Abattoir - Verviers Ma Campagne (fait de l'occupant) et suppression de la ligne ; section Dison - Petit-Rechain reprise par la ligne 2.
28 juin 1928 : réouverture de la section Verviers Abattoir - Verviers Ma Campagne et création d'une extension vers l'église de Mangombroux et création d'une ligne Dison Place du marché -  Mangombroux Église sous l'indice 4.
14 octobre 1933 : attribution de l'indice 5 ; abandon de l'itinéraire vers Dison et déviation vers la rue Jean Jaurès à Ottomont, section d'Andrimont (nouvelle section), l'indice 4 est repris comme service partiel de la ligne 2.

### 6 Verviers - Heusy
1er décembre 1933 : création d'une section entre la place de l'Yser et le quartier des Déportés à Verviers ; création d'une ligne Verviers Rue des Déportés - Heusy Église.

### Lignes de la SNCV
En 1912, la compagnie assure l'exploitation de la ligne de Spa à Heusy , mise en service le 3 août 1909 et exploitée auparavant par la SNCV. Cette dernière reprend l'exploitation de la ligne en 1920.
A ces lignes urbaines s'ajoutent deux lignes suburbaines électrifiées, exploitées par la SNCV:
- 578: Verviers (place verte) - Heusy - Tiège - Spa : ouverture en 1909-1911 ;
- 580: Verviers (place du Martyr)- Dolhain - Eupen: ouverture le 15 mai 1933.

## Infrastructure

### Dépôt
Les lignes sont construites à l'écartement métrique. Le dépôt et l'usine électrique se trouvait à Renoupré.

## Matériel roulant
Tramways à chevaux
- 26 voitures fermées ;
- 10 voitures ouvertes[5].

Tramways électriques
- motrices 31 à 38, caisse ancienne, 4 baies latérales, livrées en 1928 par les Ateliers de Germain à Monceau-sur-Sambre[6] ;
- remorques 41 à 48, caisse ancienne, 6 baies latérales, livrées en 1928 par les Ateliers de Germain à Monceau-sur-Sambre[7] ;
- motrices 57 à 59, caisse ancienne, 4 grandes baies et une petite, livrées en 1912 par les ateliers Seneffe à Godarville[8] ;
- motrices 61 à 72, caisse ancienne, 6 baies latérales, livrées en 1900 par les Ateliers Métallurgiques de Nivelles[9] ;
- motrices 77 à 87, caisse modernisée à 4 baies latérales;livrée par les Ateliers Saint-Eloi à Enghien en 1937[10] ;
- motrices 88 à 97, caisse ancienne, 5 baies latérales.

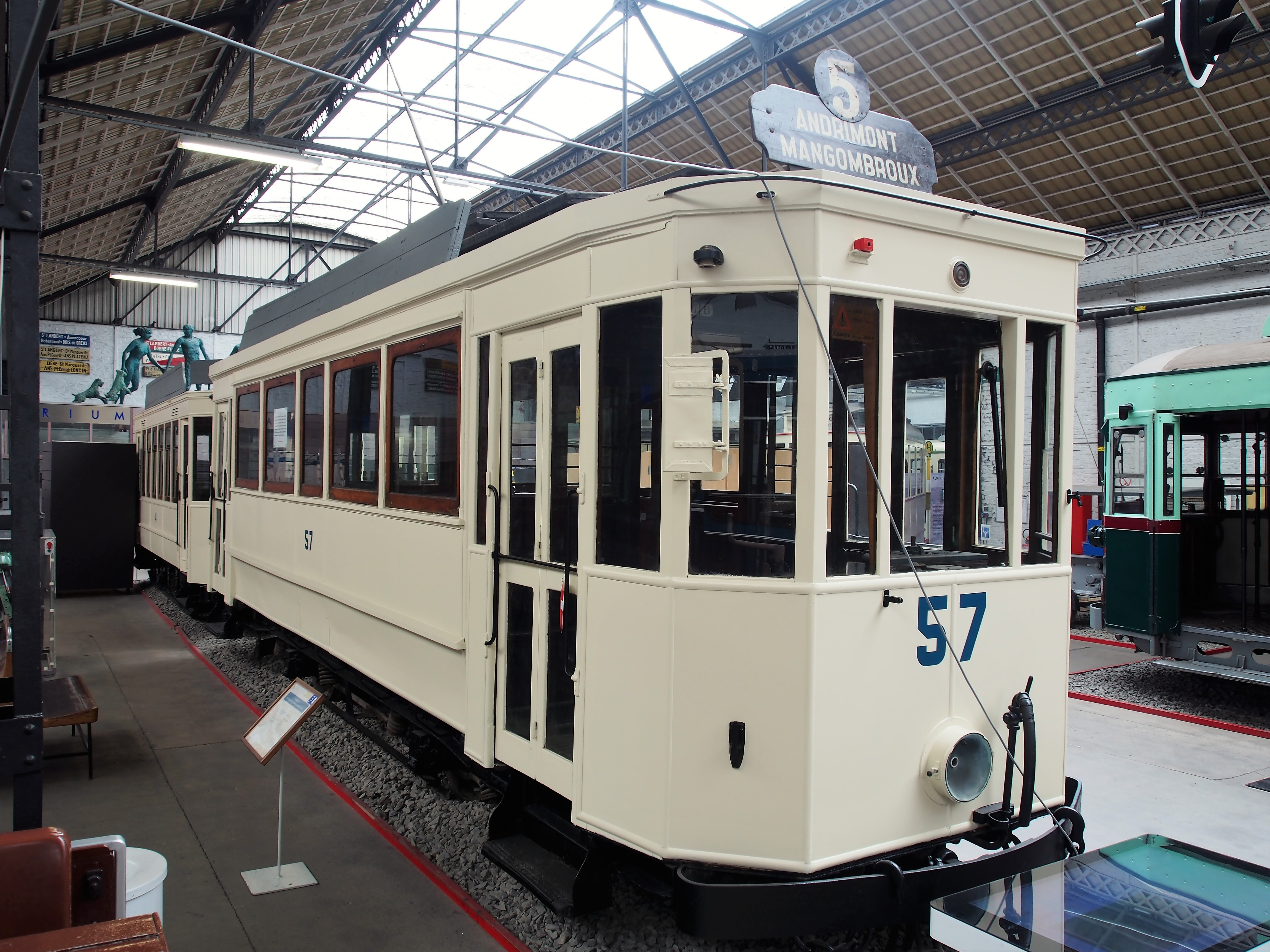
Motrice 57, livrée en 1912 par les ateliers Seneffe et Godarville.
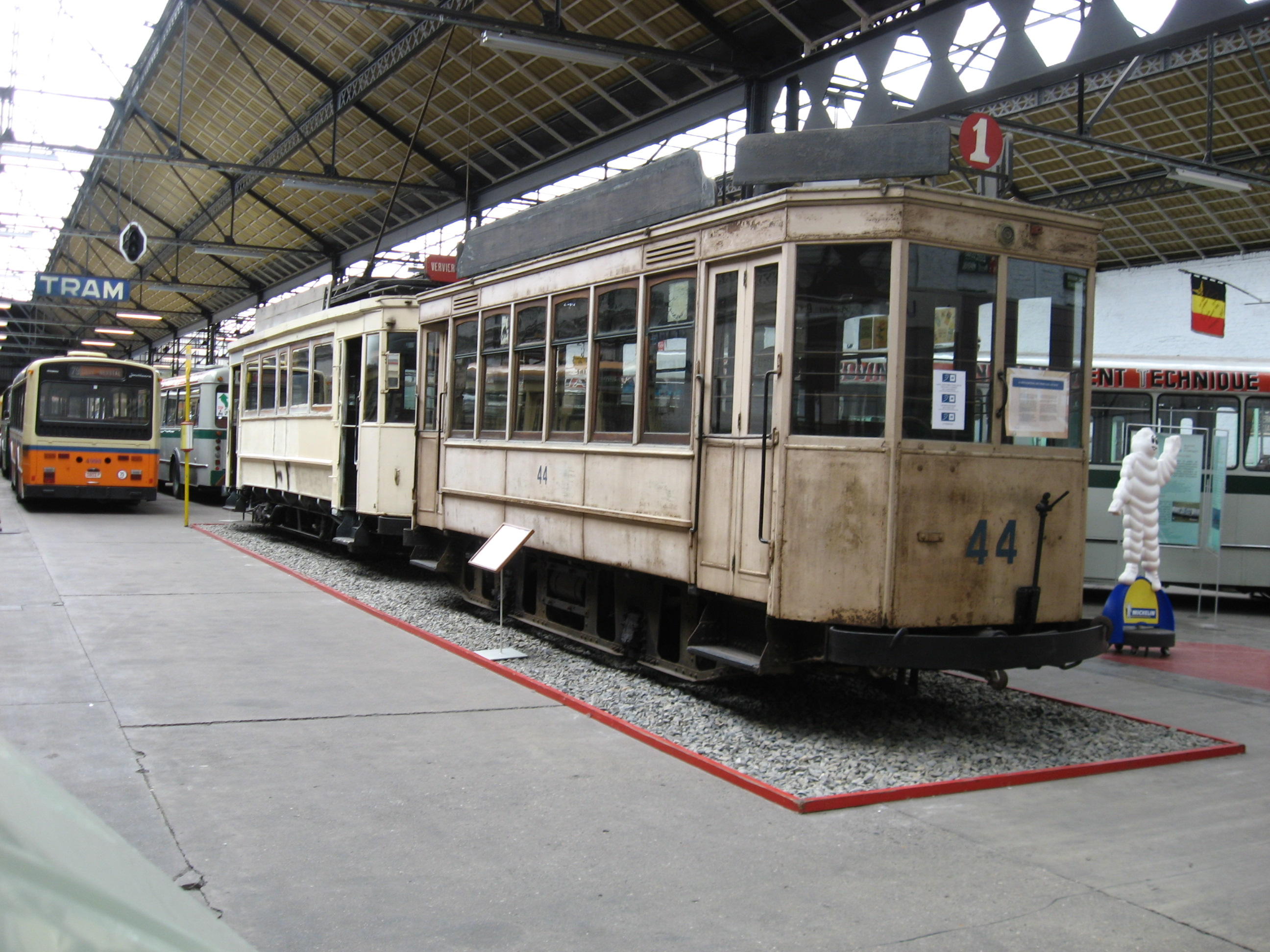
Motrice 57 et remorque 44.
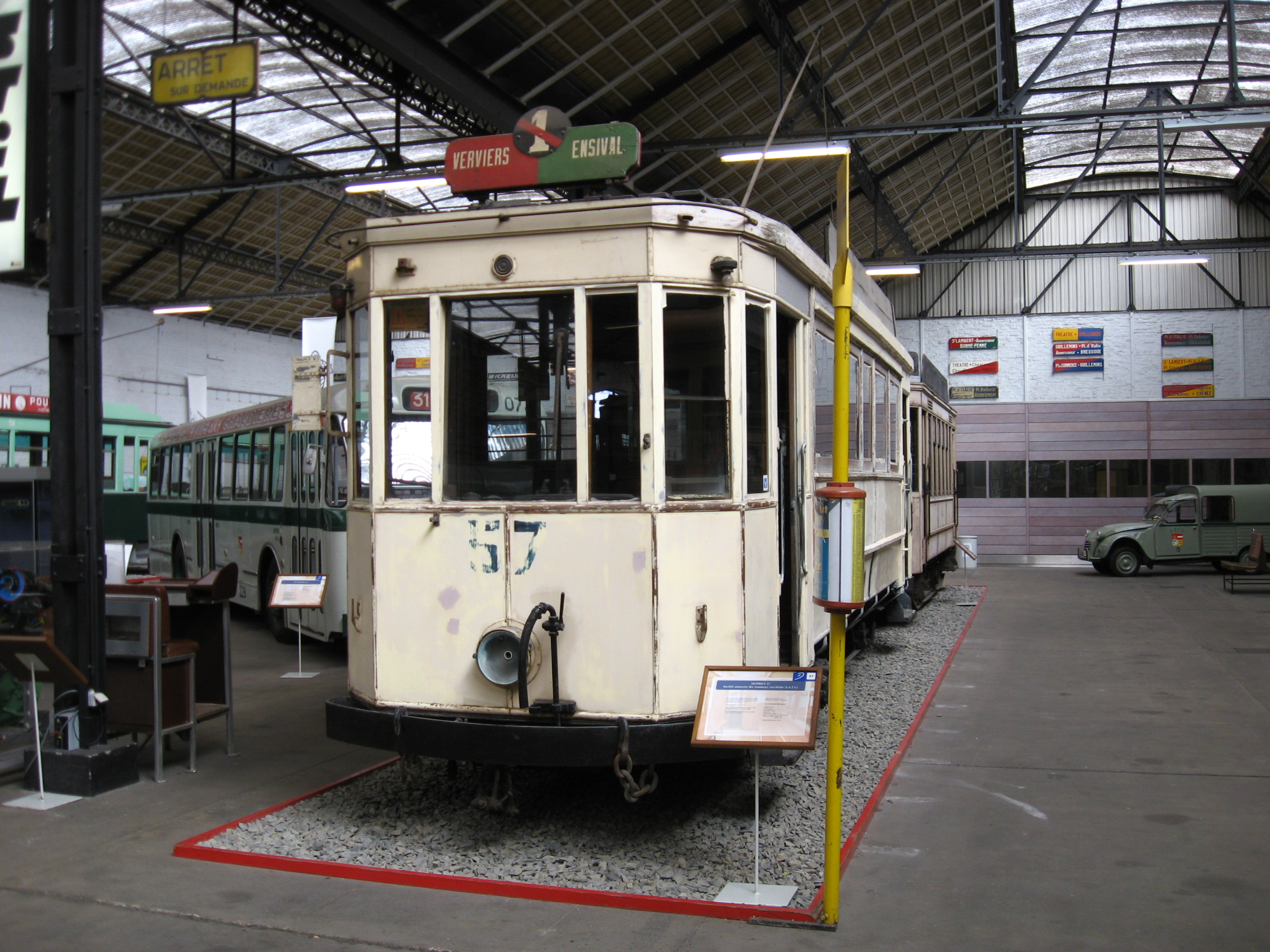
Remorque 44, livrée en 1928 par les Ateliers de Germain à Monceau-sur-Sambre.
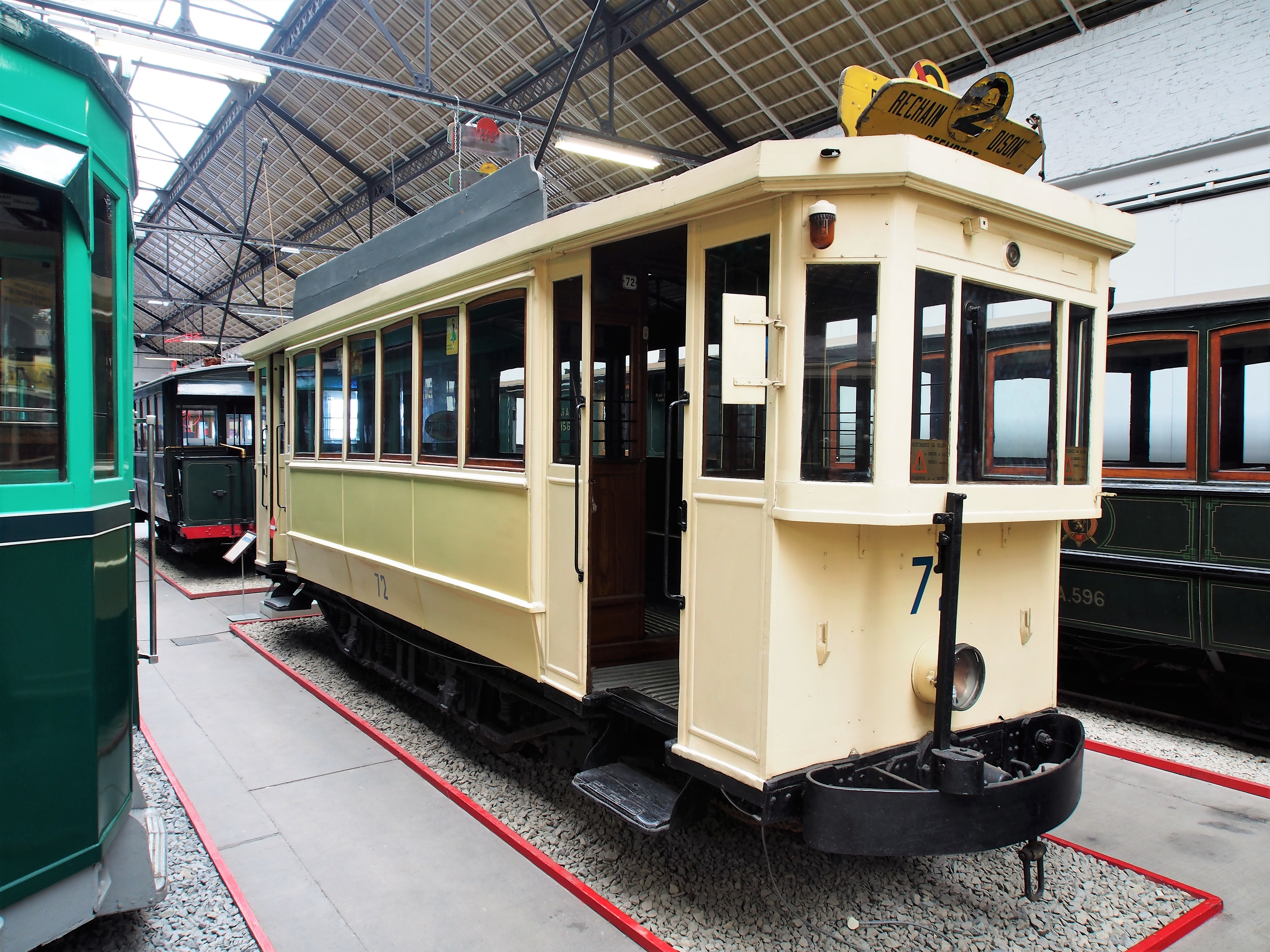
Motrice 72, livrée en 1895 par les Ateliers Métallurgiques de Nivelles.